# Vittorio Emanuele Orlando
Vittorio Emanuele Orlando  hallgat (Palermo, 1860. május 19. – Róma, 1952. december 1.) olasz kormányfő, az Olasz Királyság huszonharmadik miniszterelnöke, az első világháború után, a „négy nagy” egyikeként ő képviselte az olasz érdekeket a Párizs környéki békeszerződések megalkotása során, így a versailles-i és a trianoni békekonferencián is. Magyarországgal szemben jóval kedvezőbb volt a politikája az antant többi képviselőjénél. Mivel Orlandónak nem sikerült az olasz érdekeket az elvárásoknak megfelelően érvényesítenie, 1919. június 19-én lemondásra kényszerült. A háborút követően, a fasizmus kiismerése után visszavonult a politikától és abban csak a második világháború végétől vállalt újra szerepet.

## Élete
Vittorio Emanuele Orlando 1860. május 19-én született Palermóban. Tanulmányait szülővárosában végezte. A választói reformot érintő és a kormányzati adminisztrációról szóló írásaival vált ismertté. 1897-ben képviselővé választották. 1903-tól 1905-ig oktatásügyi, 1907-től 1909-ig pedig igazságügyi miniszterré nevezték ki. Utóbbi pozíciót 1914-től újra ő látta el. 1915 májusában támogatta az Olasz Királyság hadba lépését az Osztrák–Magyar Monarchia ellen. 1917 októberében, a caporettói áttörés hatására Boselli miniszterelnök lemondásra kényszerült, helyére pedig Orlandót választották, aki újra erőt öntött az olasz erőfeszítésekbe. Az antant hatalmai közül elsőként ismerte el a közép-európai kisnemzeti törekvéseket és titkos memorandumot írt alá a Csehszlovák Nemzeti Tanáccsal, amelyben a csehszlovák hadsereget szövetséges haderőnek ismerte el.
A háború győztes befejezése után Orlando képviselte az olasz érdekeket a Párizs környéki békeszerződések megalkotása során, így a versailles-i és a trianoni békekonferencián is. Ennek során meglehetősen megromlott a viszonya szövetségeseivel, különösen Woodrow Wilson amerikai elnökkel. A vita főként az osztrákoktól elcsatolandó területeket érintette. Fiume kérdésében, amelyben a jugoszlávokkal került ellentétbe, Wilson elnök Orlando megkerülésével szólította meg az olasz népet. Wilson manővere azonban kudarcot vallott. Károlyival és kormányával szemben az antant politikusai meglehetős rosszindulatot tanúsítottak. Az olaszok, bár Károlyi kormányát hivatalosan ők sem ismerték el, jóval kedvezőbb álláspontot képviseltek. Ebben szerepet játszott az új délszláv állammal való érdekellentétük is. 1918 decemberétől Orlando tárgyalásokat kezdeményezett a magyar kormány képviselőivel és támogatta az olasz-magyar politikai, katonai és gazdasági együttműködés megvitatását. Ezek az erőfeszítések leginkább az ő miniszterelnöksége alatt voltak intenzívek.

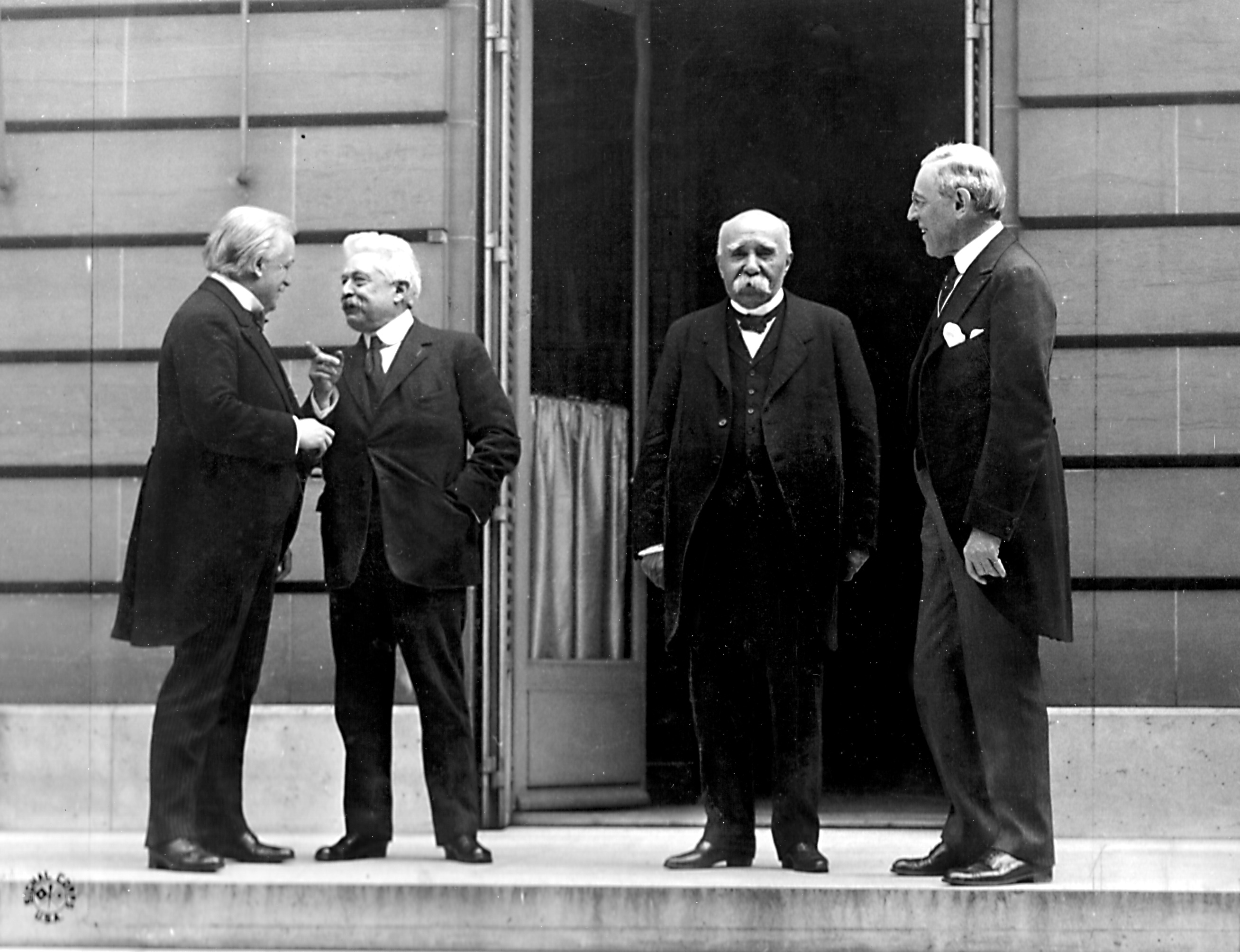
A „négy nagy” (balról jobbra): David Lloyd George, Vittorio Orlando, Georges Clemenceau, Woodrow Wilson

Kun Béla hatalomra kerülése után a franciák a Magyarországi Tanácsköztársaság elleni katonai fellépést szorgalmazták. Kun azonban kompromisszumkészségről tett tanúbizonyságot az 1919. március 24-én kibocsátott jegyzékében. Orlando ezt eljuttatta a Legfelsőbb Tanácshoz, amivel a francia kormányt kellemetlen helyzetbe hozta. Az olaszok ekkortól hajlandóságot mutattak a Tanácsköztársasággal való tárgyalások felvételére. 1919. május 27-től 31-ig zajlott le a Klagenfurt és Burgenland hovatartozását eldöntő tanácskozás. Karl Renner osztrák kancellár igényt tartott a fenti területekre. A jugoszláv érdekek miatt a francia kormány Burgenland Magyarországtól való elcsatolását és annak Ausztria részére való átadását támogatta. Orlando a franciákkal szemben a jugoszlávoknak ítélendő területekből kárpótolta volna az osztrákokat, így a kompromisszum (Burgenland elcsatolása) rendkívül kellemetlenül érintette. Ausztria sorsát Németországtól és Magyarországtól eltérően jóval kedvezőbben kezelték, mivel így akarták megakadályozni a Németországhoz való csatlakozását (Anschluss). Ez rendkívül kedvezőtlenül érintette az olasz érdekeket és sokkolta az olasz közvéleményt.
Orlando miniszterelnök ezt méltánytalannak találta és a következőket mondta:
Olaszországot nemcsak a győzelem gyümölcseitől, de ellenségeitől is meg akarják fosztani.
Mivel nem sikerült az olasz érdekeket az elvárásoknak megfelelően érvényesítenie, 1919. június 19-én lemondásra kényszerült. Az új miniszterelnök Francesco Saverio Nitti lett. December 2-án Orlandót a képviselőház elnökévé választották. A munkásszervezetek és a Benito Mussolini fasiszta pártja közötti konfliktusban előbb a fasiszták mellé állt. Támogatását azonban megvonta, amikor a fasiszták meggyilkolták az Olasz Szocialista Párt vezetőjét, Giacomo Matteottit. Az 1925-ös, fasiszták által elkövetett választási csalások után tiltakozásul lemondott a parlamenti képviselői pozíciójáról. Visszavonultsága a második világháború végéig, Róma felszabadításáig tartott. Ekkor a tanácsadói testület tagja lett és az alkotmányozó gyűlés elnökévé választották (1946 júniusában). 1947-ben, a békeszerződés elleni tiltakozása jeleként lemondott. 1948-ban az új olasz szenátus tagja lett és jelöltként indult a köztársasági elnökválasztáson, amelyet végül Luigi Einaudi nyert meg. 1952. december 1-jén hunyt el Rómában.

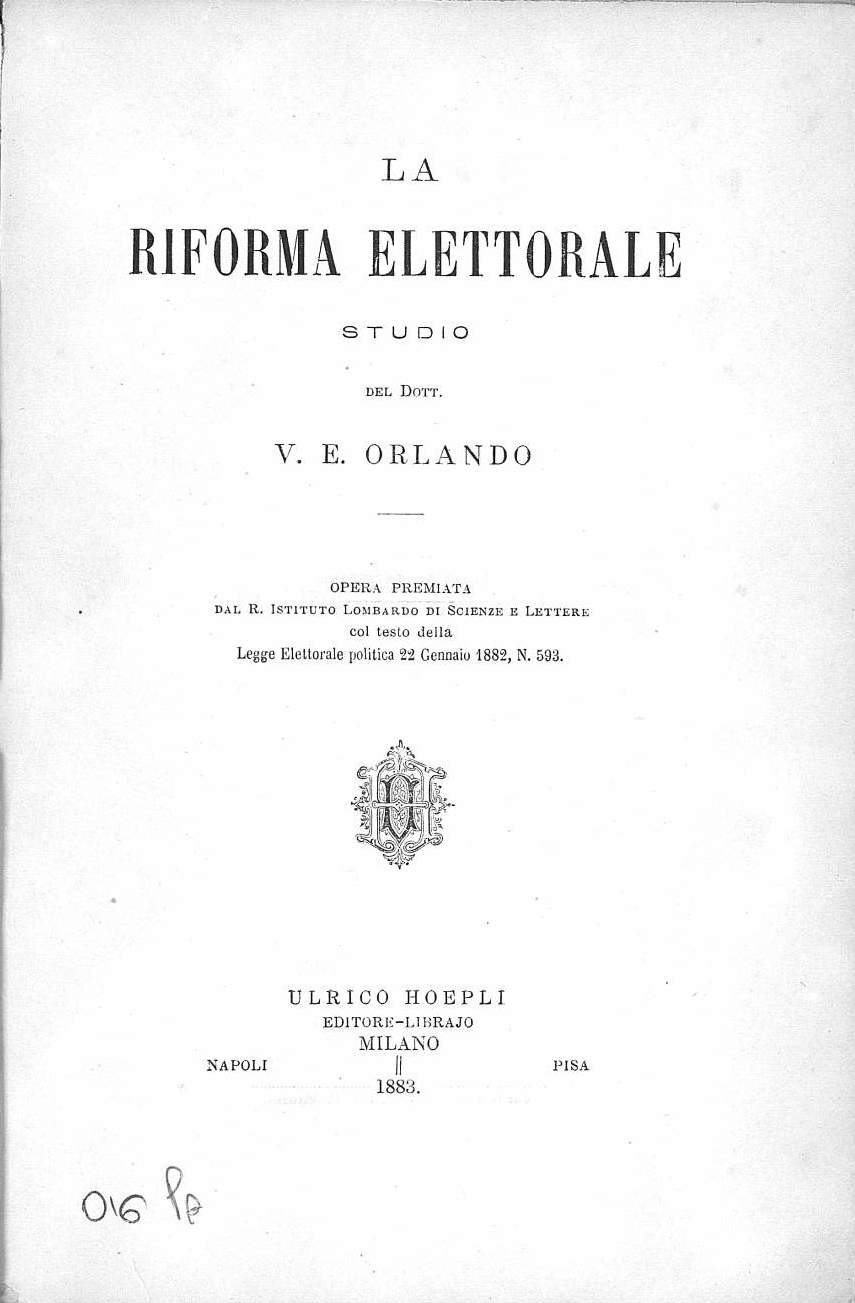
La riforma elettorale, 1883

## Külső hivatkozások
- A Wikimédia Commons tartalmaz Vittorio Emanuele Orlando témájú kategóriát.
- L. Nagy Zsuzsa: Italian National Interests and Hungary in 1918-1919(angolul)

| Elődje: Paolo Boselli | Az Olasz Királyság miniszterelnöke 1917–1919 | Utódja: Francesco Saverio Nitti |